# Дельо Василев
Дельо Василев Арнаудов е български революционер, гевгелийски войвода на Вътрешната македоно-одринска революционна организация.

## Биография
Василев е роден в гевгелийското село Негорци, тогава в Османската империя. Влиза във ВМОРО и участва в Илинденско-Преображенското въстание. Четник е при Лазар Делев, а от март 1906 година е самостоятелен войвода в Гевгелийско.